# 改進党
改進党（かいしんとう）は、かつて存在した日本の政党。1952年から1954年にかけて活動した。

## 党史
中核となったのは苫米地義三、三木武夫らが参加していた中道、協同主義を掲げた国民民主党である。創設前は国民民主党内でも再編の枠組みを巡る議論があり、党内の一部は公職追放されていた大麻唯男、松村謙三など新政クラブとの合併を目指し、一方で三木ら左派系議員は農民協同党を引き込もうとして、新党の宣言に「穏健な社会主義政策をも取り入れ」という文言を認めるかどうかで国民民主党内は紛糾した。結局両者ともに合流することとなり、1952年（昭和27年）2月8日に結成された。総裁は空席とし、幹事長に三木が就任する。
改進党の結党の動機は吉田茂の自由党を中心とする政権に反対する第二の保守政党というもので、党内で政策の幅が大きく、路線対立が起こっていた。結党直後、保守系から合流した芦田均は新軍備促進連盟の講演会で演説し、再軍備を目指す国民運動を進めた。一方中道政党を渡り歩いてきた三木は早川崇、千葉三郎らと福祉国家協会の立ち上げを構想する。三木と芦田の路線の違いがはっきりとしていき、厳しい対立を繰り返すようになる。対立が明確となる中で、空席の総裁に重光葵を擁立する声が急速に高まってきた。重光の総裁擁立に積極的だったのは大麻ら追放解除組であった。三木ら左派系は重光の総裁擁立に反発し、三木か北村徳太郎を総裁候補とすることとした。一方芦田にとっても外務省同期の重光が総裁となれば自らが党総裁となる可能性を無くすことに繋がったが、三木ら左派を抑えるために重光擁立に加わった。三木は芦田の重光擁立を翻意させようと、芦田の昭和電工事件判決確定まで総裁を保留するという案まで提示したが、芦田の重光擁立決意は変わらなかった。また北村も総裁選出馬を断念し、三木も最終的に重光総裁を認めたうえでこれまで通り左派系の主導権維持を図る方が得策であると判断したため、6月13日の党大会で重光が総裁となり、三木は幹事長に留任し、北村は政調会長となった。
新総裁となった重光にとって、最初の課題は総選挙であった。抜き打ち解散による第25回衆議院議員総選挙が10月1日に行われたが、重光、三木、芦田、大麻といった党内実力者間の足並みが乱れた改進党の選挙結果は2割弱にとどまり、自由党は過半数を維持した。選挙結果を受けて重光は党人事の刷新を決意する。三木幹事長、北村政調会長という体制では左派系に党運営の実権を握られてしまうため、重光はこうした状態の改善を目指したのである。重光の決意に芦田や党の資金調達を担っていた大麻らが賛成し、三木幹事長の交代を進めた。大麻は党内左派系の分断を図り、北村の系列であった川崎秀二を幹事長に推薦した。しかし芦田は川崎幹事長案に反対し、三木も幹事長交代の動きに粘り強く反撃を続けた。結局苫米地が三木と協議して翌年2月の党大会まで現執行部留任という妥協案を提示した。芦田はこれに反発するが、総裁の重光は党大会後三木ら役員は再任しないことを条件に妥協案を受け入れる。三木は1953年（昭和28年）に入ると重光に対し、幹事長に清瀬一郎を据える案を提示し、重光は了承した。2月9日の党大会で清瀬幹事長は了承されたが、左派系の川崎を政策委員長にするという人事案に対し、芦田は離党を口にしながら反発した。結局川崎政策委員長案は引っ込められたが、芦田に対して重光も悪感情を抱くようになって孤立化し、大麻の分断工作に遭った三木ら左派系も弱体化したため、大麻の力が増すようになった。
1953年（昭和28年）4月19日、第26回衆議院議員総選挙が行われ、改進党は議席を減らした上に幹事長の清瀬が落選するなど敗北を喫した。しかし吉田茂率いる自由党も鳩山一郎の分派による穴を埋められずに半数を割り、社会党右派、社会党左派は議席を増やした。選挙後、分党派自由党（鳩山系）、左右社会党と合同で吉田を首相の座から追い落とし、衆議院議長も占める画策が芦田により進められた。しかし改進党内には社会党、とりわけ社会党左派との連携に反対する意見が強まり、党内は右派、左派、中間派の対立が激化する。結局4派連合で衆議院正副議長のポストは得たものの、首相については第5次吉田内閣が成立する運びとなった。そして改進党内では6月15日に役員改選が行われることになったが、執行部の松村謙三幹事長案に対し三木は竹山祐太郎を幹事長候補に擁立した。結局重光総裁の決定により松村幹事長、竹山副幹事長という人事となり、三木ら左派系は抵抗をするものの次第に党の反主流派に追いやられるようになっていった。
1953年（昭和28年）暮、芦田は保守勢力の結集を図り、自由党の緒方竹虎、石橋湛山と接触していた。芦田は重光に対して、交渉している緒方らとの保守勢力結集に乗るよう働きかけたものの、重光と緒方は小磯内閣、東久邇宮内閣の二度に亘って厳しく対立したこともあり、重光は乗ってこなかった。左派系も芦田の動きに反発したが、結局5月には自由、改進、鳩山派によって合同が協議される運びになった。しかし6月に入ると国会で与野党の対立が激化し、自由党の強硬姿勢に改進党内の反発は強まった。そのような中、三木は吉田棚上げ論をぶち上げ新党交渉の決裂を図った。芦田は三木に対する反発を強めたが、結局は長期政権を維持してきた吉田首相を退陣に追い込む方策の一つとして、9月には鳩山を中心として反吉田新党を立ち上げる構想が具体化する。吉田、緒方らと保守合同を進めようとしていた芦田は、重光ら党幹部と三木ら左派系を除外した改進党有志を結集して自らの構想を押し進めようとしたが、芦田の動きは封じられた。結局11月24日に鳩山を総裁、重光を副総裁とする日本民主党が結成される。これによって保守陣営は自由党と民主党の二党体制が確立し、更に翌年の保守合同、55年体制の確立へと向かってゆく。

## 役職
| 代 | 総裁 | 総裁   | 在任期間                                               |
| -- | ---- | ------ | ------------------------------------------------------ |
| 1  |      | 重光葵 | 1952年（昭和27年）6月13日 - 1954年（昭和29年）11月24日 |

| 総裁   | 中央常任委員会議長 | 幹事長   | 党務委員長   | 政策委員長 | 参議院議員会長 |
| ------ | ------------------ | -------- | ------------ | ---------- | -------------- |
|        | 松村謙三           | 三木武夫 | 三木武夫     | 北村徳太郎 |                |
|        | 〃                 | 〃       | 〃           | 〃         | 岡村文四郎     |
|        | 〃                 | 〃       | 深川栄左ェ門 | 〃         | 〃             |
| 重光葵 | 〃                 | 〃       | 〃           | 〃         | 〃             |
| 〃     | 〃                 | 〃       | 〃           | 〃         | 松原一彦       |
| 〃     | 〃                 | 〃       | 〃           | 〃         | 鬼丸義斉       |
| 〃     | 一松定吉           | 清瀬一郎 | 山本粂吉     | 三浦一雄   | 〃             |
| 〃     | 〃                 | 〃       | 〃           | 〃         | 苫米地義三     |
| 〃     | 〃                 | 松村謙三 | 椎熊三郎     | 〃         | 〃             |